# Ignacy Sobolewski
Ignacy Sobolewski (ur. 1770, zm. 8 października 1846 w Quarto kolo Genui) – polski hrabia, polityk, wolnomularz, członek Komisji Najwyższej Egzaminacyjnej przy Radzie Stanu Królestwa Kongresowego w 1830 roku, radca stanu w Radzie Stanu Księstwa Warszawskiego w 1812 roku.

## Życiorys
W 1791 sekretarz poselstwa polskiego w Paryżu. Członek Izby Najwyższej Wojennej i Administracji Publicznej w 1806 roku. W latach 1807–1811 sekretarz Rady Stanu Księstwa Warszawskiego, a od 24 listopada 1811 do maja 1813 r. minister policji. W 1812 roku jako członek Towarzystwa Królewskiego Gospodarczo-Rolniczego przystąpił do Konfederacji Generalnej Królestwa Polskiego. W Królestwie Polskim minister-sekretarz stanu (1815–1824), minister sprawiedliwości (1825–1830).
Był komandorem maltańskim odznaczonym Orderu Świętego Stanisława i Orderem Orła Białego (oba w 1812), a także rosyjskim Orderem św. Aleksandra Newskiego z brylantami.
Był Wielkim Jałmużnikiem Wielkiego Wschodu Narodowego Polski w latach 1811–1812. Członek loży wolnomularskiej Bouclier du Nord w 1818 roku. Tytuł hrabiowski otrzymał od dworu rosyjskiego w 1824. W 1830 wyjechał na kurację i nie było go w kraju podczas powstania listopadowego. Po upadku powstania powrócił do Warszawy, ale wkrótce znów wyjechał za granicę i osiadł we Włoszech.